# Губань зелений
Губань зелений (Labrus viridis) — риба родини Губаневих.

## Розповсюдження
Зустрічається у субтропічних водах, ареал охоплює східну частину північно-атлантичних вод, Середземне і Мармурове моря, протоку Босфор, Чорне море. В Україні зустрічається вздовж берегів Кримського півострова поблизу масиву Кара-Даг, Севастополя і Балаклави.

## Будова
Тіло слабко довгасте, доволі високе. Спинний плавець має 13-21 нерозгалужених колючих і 8-14 розгалужених м'яких променів. Голова порівняно велика. Рот кінцевий. Зуби на щелепах конічні, спереду збільшені, розміщені в один ряд. На щоках між оком і передкришковою кісткою є 7-8 рядів лусок. У бічній лінії 40 лусок. Забарвлення дуже мінливе. Зазвичай спина й голова зеленуваті з блакитним виблиском, боки буро-жовті з оливковим відтінком.

## Спосіб життя
Зустрічається у прибережній зоні морів. Трапляється серед каміння й скель, помірно порослих макрофітами та водоростями. Тримається у літоральній зоні морського узбережжя, біля скель і заростей водоростей на глибинах 2-50 м, старіші особини піднімаються не вище 15 м від дна. Як і інші представники роду, протягом життя може змінювати стать, тобто є факультативним гермафродитом. Довжина тіла плідників 13,5-34,9 см. Живлення відбувається у світлий період доби. Мальки завдовжки до 1,5 см споживають планктон (веслоногих ракоподібних, ювенільні форми крабів тощо). Підрослі мальки і дорослі особини переходять на споживання риби. Ріст у цього виду інтенсивний, у довжину досягає 38 см.

## Значення
Промислового значення не має. Чисельність дуже мала. За всі часи досліджень у Чорному морі виловлено лише кілька особин. Вид занесений до Червоної книги України.